# Temple réformé de Lafrimbolle
Le temple réformé de Lafrimbolle est un édifice religieux du XIXe siècle du pays des Deux-Sarres, niché au cœur des immenses forêts du versant nord-ouest du Donon. La paroisse est membre de l'Union des Églises protestantes d'Alsace et de Lorraine.

## Histoire

### La Réforme à Badonviller

Blason de Badonviller représentant deux saumons dos à dos

Aux XVIe et XVIIe siècles, deux comtes se partagent le comté de Salm, situé en Meurthe-et-Moselle. En 1548, l’un, le Rhingrave Philippe-François de Salm-Dhaun (1518-1561), vassal de l’empereur d’Allemagne, Ferdinand 1er (1503-1564), adopte la Réforme vers 1541-42, répand ses idées dans le comté en y faisant des adeptes, et attire dès 1545 de nombreux protestants fuyant les persécutions. L’autre, Jean IX de Salm (avant 1548-1600), est catholique et vassal du duc de Lorraine. La liberté de culte est instaurée conjointement pour tous les sujets du comté.
Dès 1555, les protestants « tiennent des réunions occultes dans les jardins puis dans la Halle en face de l'église paroissiale, dont l'usage [leur] fut finalement concédé [. . .] sous certaines conditions. ». Envoyé par Jean Calvin de Genève en 1565, Jean Figon est le premier pasteur de l’ « Église Réformée de Badonviller ». Il ouvre un registre de baptêmes en 1567 dans lequel seront enregistrés 2162 baptêmes en 57 ans. Le système d'église simultanée avec les catholiques depuis 1564, devenant difficile après 1609, les protestants obtiendront même de se faire construire un temple en 1612. Mais en 1623, le comte Philippe-Othon de Salm (1575-1634), petit-fils de celui qui avait introduit le protestantisme dans le comté, est poussé à abjurer en échange du titre glorieux de Prince de Salm. En contrepartie, l’empereur d’Allemagne, Ferdinand II (1578-1637) promulgue un édit interdisant l’exercice de la religion réformée dans ce comté, avec exil immédiat des pasteurs et des instituteurs, obligation aux familles protestantes d’abjurer ou de s’exiler.

### Exil des calvinistes

#### Vers l'Alsace
En 1625, la grande majorité de la population calviniste quitte le comté pour Sainte-Marie-aux-Mines et le Ban de la Roche, en Alsace.

#### Vers les forêts autour de Lafrimbolle
Cependant quelques familles, parmi les plus pauvres, fuient le comté et se réfugient dans les immenses forêts  de la baronnie de Turquestein sur le versant nord-ouest du Donon, quasiment à l’abandon au XVIIe siècle, à une quinzaine de kilomètres de là. Des mentions de cette population calviniste réfugiée (ou réformée ou encore huguenote) se trouvent dans trois documents écrits. À la suite de la mise en place du régime concordataire de Napoléon signé en 1801, le premier concerne le recensement en 1804 des religions non-catholiques (anabaptistes, luthériens, réformés) qui note pour les protestants réformés de la Justice de paix de Lorquin dont dépendent le secteur de Lafrimbolle et environs : 2 réformés à Lorquin et 7 à Héming, mais les recenseurs mettent en observations :« Il est à observer qu'ils se trouvent dans les montagnes de cette justice de paix encore plusieurs ménages lesquelles y vivent ordinairement ». Mais le recensement en mentionne aussi 8 à Badonviller, et autour: 4 à Bréménil, 3 à Sainte-Pôle et 28 à Angomont. Le deuxième document donne au début du XXe siècle une trace écrite de la tradition orale concernant la communauté protestante d'alors: le pasteur André Kuntzel note le 31 janvier 1930, dans un bref historique de cette communauté de Lafrimbolle : Les Harcholins (sur Lafrimbolle) "oder" la Vendée (sur Cirey-sur-Vezouze) furent le « refuge » de Huguenots. et plus loin le même pasteur note: " Au culte des Harcholins viennent des familles résidant dans le canton de Cirey, dont quelques-unes descendantes des vieilles familles de la paroisse des "protestants disséminés dans les Montagnes".  Ces familles sont rejointes au XVIIIe siècle par des familles réformées venues de Suisse sur Turquestein et le sont encore au XIXe par d’autres familles réformées venues du Ban de la Roche. Le troisième, toujours du pasteur Kuntzel, donne sur une feuille volante: Les premières assemblées des protestants [en] 1838 ont lieu à la ferme Guindrimont chez Louis Banzet...  Le pasteur Hüter (1806-1862), de Hellering-lès-Fénétrange (à 30 km de là) vient de temps à autre célébrer les casuels ou présider un culte chez l’habitant.

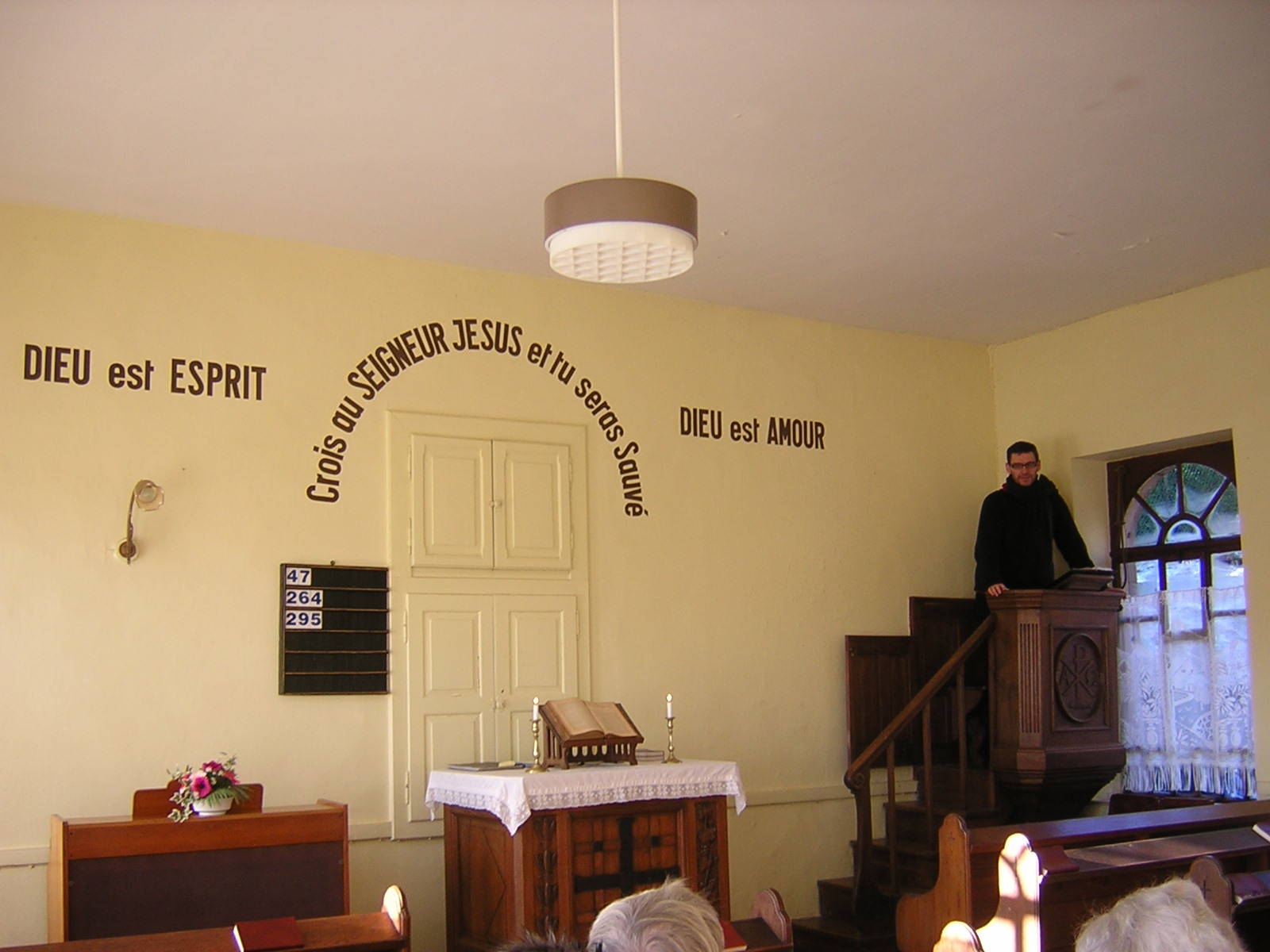
Intérieur actuel du temple et ses anciennes inscriptions lui donnant "l'aspect d'un vrai temple huguenot".

## Évolution du temple

### 1846: Une école protestante et son logement

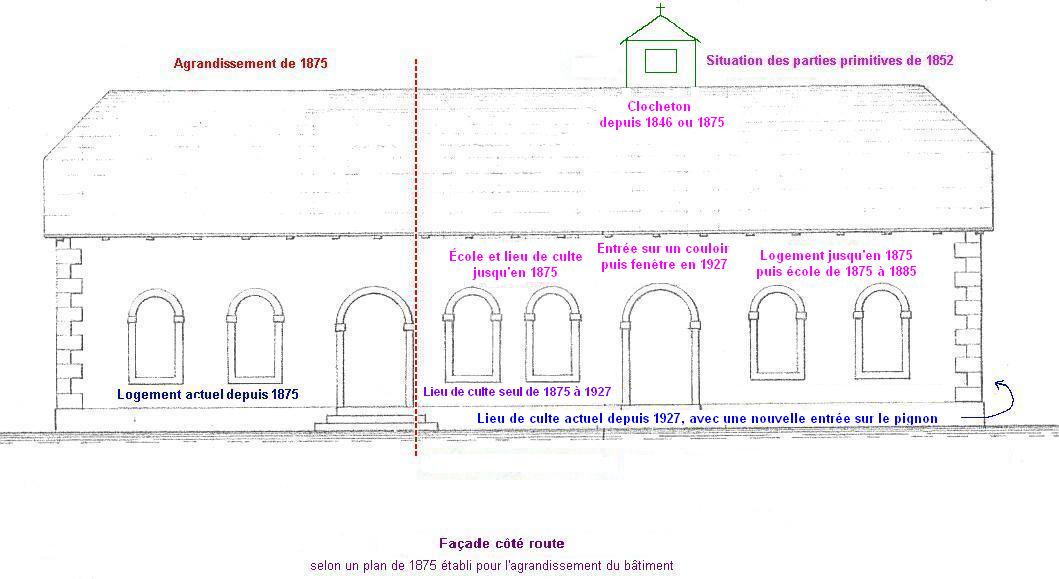
Selon plan de 1875: les diverses utilisations du bâtiment depuis sa construction.

Un industriel rubanier disciple de Jean-Frédéric Oberlin : Daniel Legrand du Ban de la Roche, couvrait assez bien tout le secteur, principalement les Harcholins, lieu-dit de Lafrimbolle, en plaçant ses petits métiers à tisser des rubans jusque dans les foyers les plus modestes si l'on en croit Henri Lepage. Cette concentration de familles protestantes sur les Harcholins, Lafrimbolle et Bertrambois, au centre d'une diaspora,  de secteur allant de Grand-Soldat (près d'Abreschviller) à Sainte-Pôle (près de Badonviller), justifie, à ses yeux, la création d’une école avec un logement attenant pour l’institutrice. Il est à penser que cette école était dans la lignée des « écoles maternelles » de J.F. Oberlin, appelées « poêles à tricoter » et tenues par des jeunes filles. En effet, A.Kuntzel, en 1931 mentionne que l'inscription de 3 versets sur le mur du fond ("DIEU est AMOUR", "Crois au SEIGNEUR JÉSUS et tu seras sauvé", "DIEU est ESPRIT") ont donné l'aspect d'un vrai temple huguenot à l'ancien "poêle" de l'École de jadis. Sans pouvoir le confirmer, il semblerait que plusieurs institutrices se soient succédé jusqu'en 1852.

### 1852: Un temple-école

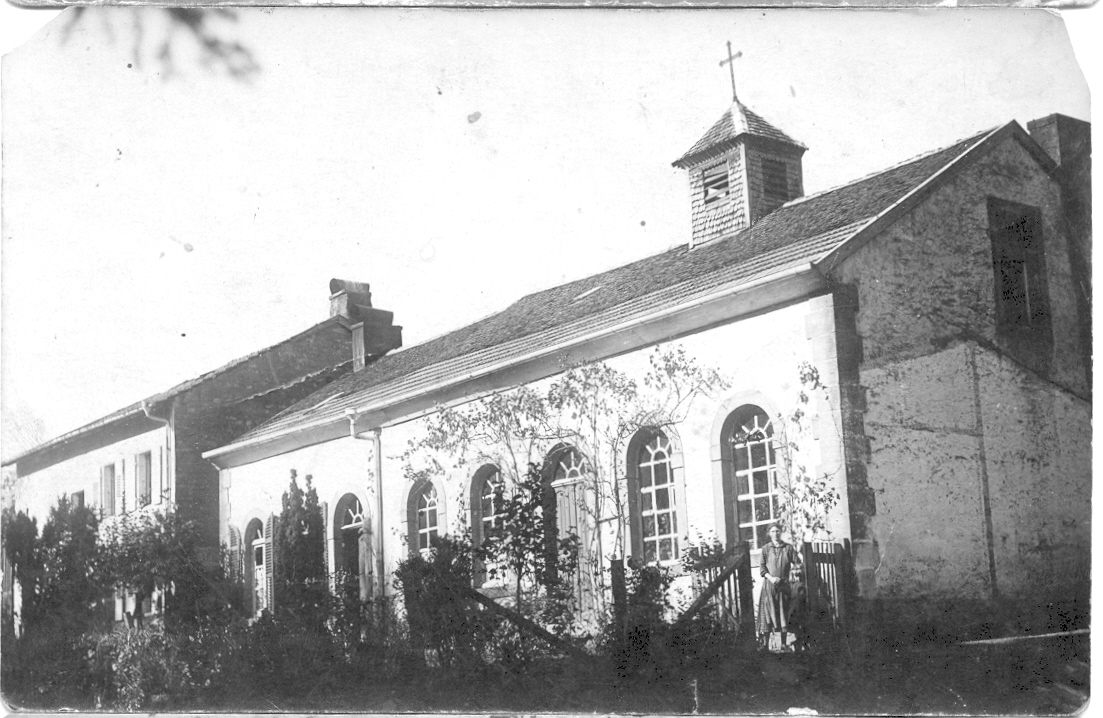
1920: pignon non modifié, la couverture de bardeaux est visible sur la moitié supérieure du toit ainsi que sur le clocheton.

L'école, une fois construite, fut laissée en don à la communauté, probablement en 1852; à charge pour elle de trouver des subsides pour l'entretenir.
Cette école est transformée en temple-école grâce à M.Wekerlé, un forestier. Des instituteurs s'y succédèrent alors, payés par la Société d'Évangélisation et par la Société d'encouragement pour l'instruction primaire de Paris. Ils instruisaient et prêchaient l'évangile le dimanche dans le temple-école.
En 1859, l'école ne possédait qu'un mobilier rudimentaire, probablement constitué de planches sur tréteaux pour tables et de bancs, puisque l'instituteur, M. Georges Munsch, écrit dans une lettre adressée au président de la Société en faveur des écoles protestantes de l'Est à Strasbourg, qu'il aurait besoin de 4 bancs-pupitres de 3,50 m de long. Il ajoute que deux douzaines de livres de lecture lui seraient nécessaires ce qui laisse penser que l'école accueillait alors une bonne vingtaine d'élèves.
Conséquence de la guerre de 1870, Lafrimbolle fut annexée en territoire allemand, en application du traité de Francfort du 10 mai 1871 ce qui obligea la communauté à s'adapter. Jusqu'à présent, le pasteur de Sarrebourg célébrait les casuels et prêchait de temps à autre. Dès janvier 1872, Lafrimbolle fut érigée en annexe de la paroisse réformée de Sarrebourg et cette communauté est considérée comme un "diaconat" composé de 4 diacres : Louis Rochel de Lafrimbolle, Nicolas Barth de Grand-Soldat, Claude Trithard de Turquestein et Joseph Scher de Saint-Maurice-lès-Forges, ce qui donne une idée de l'étendue du secteur de Lafrimbolle allant de Grand-Soldat (Abreschviller) à  Saint-Maurice-lès-Forges et Sainte-Pôle près de Badonviller. Il est à remarquer une singularité notoire : la nouvelle frontière entre la France et l'Allemagne (actuellement limite entre les départements de la Moselle et de Meurthe-et-Moselle) passait à 200 mètres au sud du temple-école et partageait le secteur de Lafrimbolle sur deux pays sans empêcher la vie communautaire de se poursuivre comme par le passé avec Bertrambois, Cirey, Sainte-Pôle, Saint-Maurice-lès-Forges, etc. restés en territoire français. En effet, le temple le plus proche se situait à Lunéville, au moins deux fois plus éloigné !
Pour la rentrée scolaire suivante un instituteur bilingue, M. Winkler, fut nommé en remplacement de M. Luigi et installé le 15 novembre 1871. Il y resta jusqu'en 1880. En 1872, l'école était fréquentée par 16 enfants protestants et 24 enfants catholiques. Le problème de l'engagement des Sociétés françaises pour le salaire de l'instituteur et pour le matériel de l'école se posa à partir du moment où l'école ne se trouvait plus en France. Elles continuèrent cependant à verser les subventions au moins jusque fin 1872. Cependant, M. Winkler s'inquiétait pour son salaire et l'avenir de l'école. En janvier 1873, il prit l'initiative, qui lui fut reprochée par la suite le 27 octobre 1874 par le Conseil Presbytéral de Sarrebourg, d'écrire à l'empereur d'Allemagne lui-même. La procédure ayant été reprise en respectant la voie hiérarchique, la Société Gustave Adolph de Leipzig prit certainement le relais des Sociétés françaises puisque le 13 mars 1874, une première subvention de 100 thaler (soit 375 F) lui a été versée.
M.Winkler, instituteur sur ce poste de 1871 à 1880 se dévoua par la suite encore beaucoup pour la communauté ; en particulier pour les modifications du bâtiment en concertation avec les autorités allemandes.

### 1875: Un temple, une école et un nouveau logement

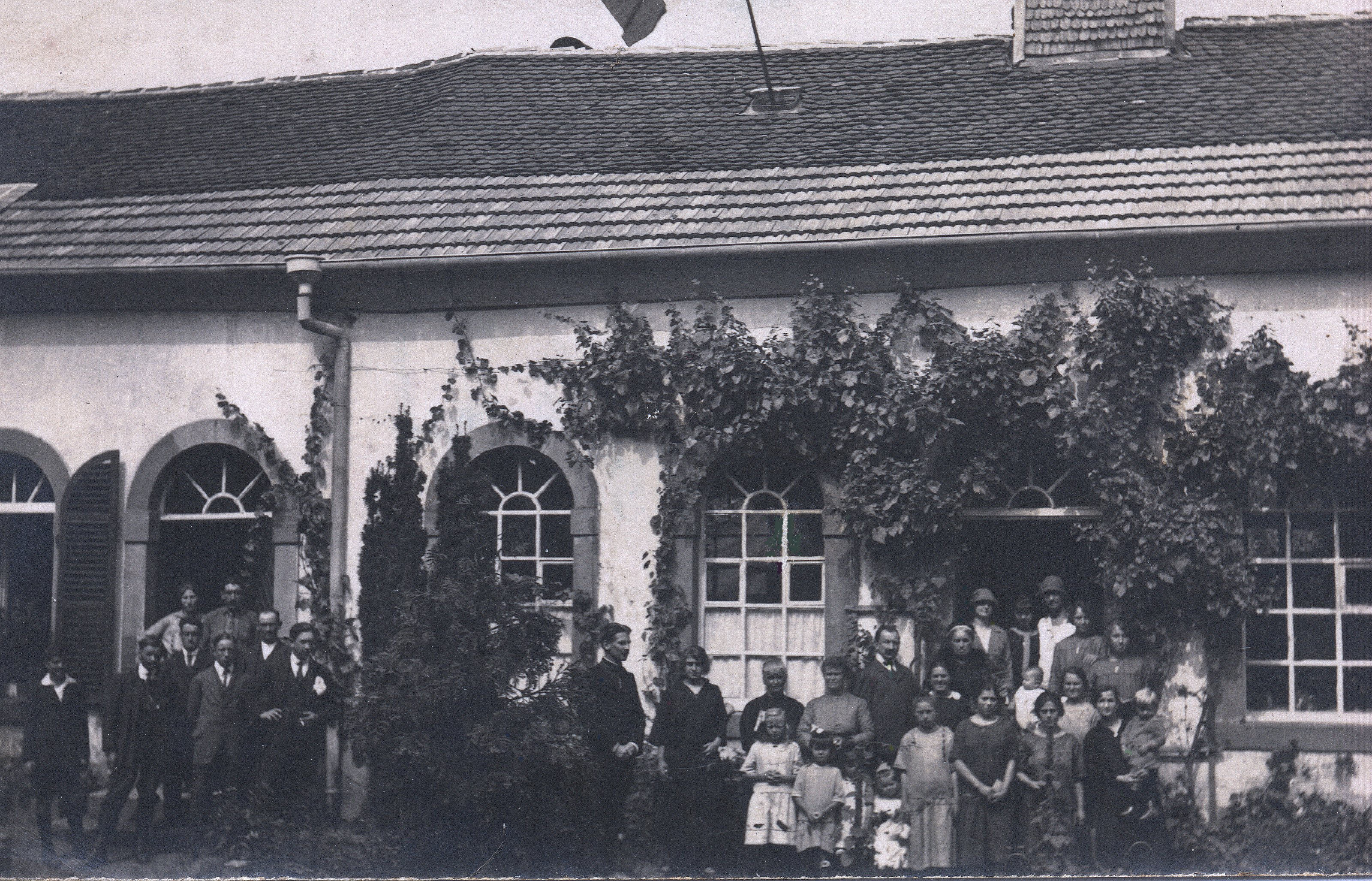
1925 : Groupe de femmes devant l'entrée du temple, groupe d'hommes dans l'entrée du logement, le pasteur Kuntzel entre les deux.

Agrandissement du bâtiment avec construction d'un nouveau logement sur le pignon ouest avec entrée particulière sur le mur sud, grâce à des subventions allemandes, pendant les années où M. Winkler exerçait. Le lieu de culte et l'école se situent de chaque côté du couloir dans lequel on entre par l'entrée de droite (voir plan de façade annoté de 1875, ci-dessus).

### 1885: Disparition de l'école
M. Jacob Schaefer, fut le dernier instituteur de 1880 à la fermeture en 1885. Probablement à la suite, en secteur français, de l'application des lois Jules Ferry, et en secteur allemand, de la construction d'une école « publique catholique » au centre du village de Lafrimbolle, en 1885, « le nombre des enfants étant réduit à quatre et sans aucun espoir d'avenir » selon les propos de M. Schaefer, l'école fut fermée et transférée à Hayange. La salle de classe est abandonnée, seul l’usage cultuel du bâtiment subsiste dans la partie qui lui est réservée. Lafrimbolle, devient alors annexe officielle de la paroisse de Sarrebourg, avant d'être desservie par le pasteur de la paroisse d’Abreschviller créée en 1895, à la suite de l'arrivée de nombreux fonctionnaires protestants allemands.

### 1927: Temple agrandi et logement
L’aménagement intérieur du bâtiment est modifié en abattant le couloir entre l'école et le lieu de culte et en transformant sa porte extérieure en fenêtre. Dans l'angle nord-est est conservé l'ancien logement avec accès à une cave par une trappe et qui sert maintenant de sacristie. Une nouvelle porte d’entrée au temple est ouverte sur le pignon est et inaugurée le 22 mai 1927, ce qui lui donne son allure actuelle. Sur la photo de l'intérieur du temple (voir ci-dessus), on peut remarquer derrière l'autel un placard, profond de 50 cm (l'épaisseur des murs extérieurs du bâtiment) et descendant jusqu'au plancher. Il masque une ancienne entrée sur le pignon ouest permettant un accès direct dans la salle primitive.
Durant l'été 1931, la famille du pasteur Raymond Ducasse, séjourne dans le logement à titre gracieux en échange du travail de remise en peinture du temple par le pasteur lui-même et son fils Robert.

D'une école à un temple: évolution du bâtiment
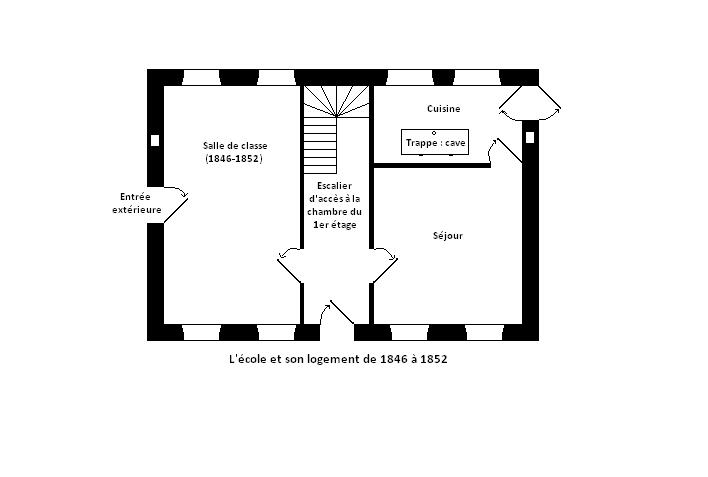
1846 : École et son logement.
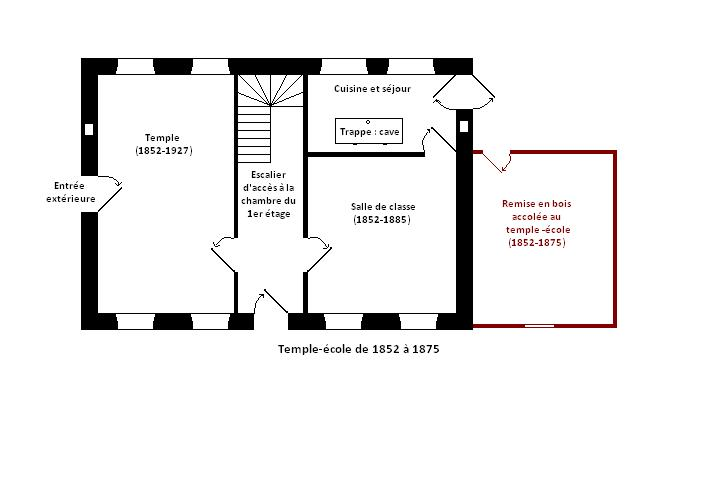
1852 : Chapelle, école et logement
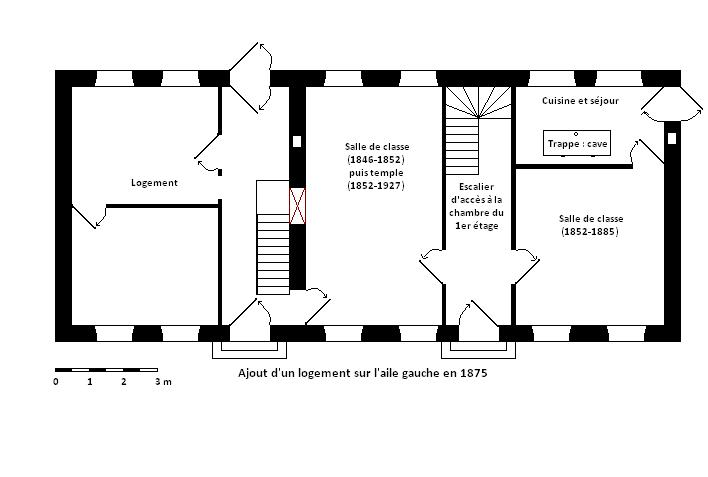
1875 : Nouveau logement
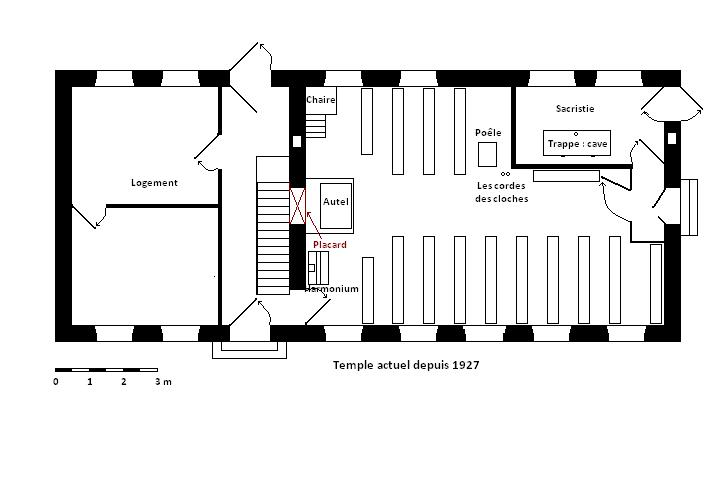
1927 : Temple actuel et logement

## La communauté

### Son lien avec l'ancienne Église réformée de Badonviller
Il est intéressant de souligner qu’une filiation généalogique certaine a pu être établie entre la population réformée actuelle de la paroisse de Lafrimbolle et celle de l’ancienne Église réformée de Badonviller. Il s’agit de la famille de Joseph Stenger et Élisabeth Boulanger de Lafrimbolle (dont le plus jeune des deux enfants, Jean né en 1927, vit encore) avec la famille de Jean François (arquebusier) et Anne Domballe qui ont fait baptiser leurs treize enfants de 1588 à 1613 à Badonviller.

### Les familles protestantes et leurs lieux de vie auXIXesiècle
Un dénombrement des baptêmes, mariages et inhumations effectués par le pasteur de Sarrebourg durant la période 1843-1862 sur les secteurs de Sarrebourg, Lafrimbolle et Bisping fait ressortir l'importance de la population réformée de Lafrimbolle:
| secteurs                        | Sarrebourg | Lafrimbolle | Bisping |
| ------------------------------- | ---------- | ----------- | ------- |
| total des baptêmes              | 116        | 66          | 6       |
| total des mariages              | 16         | 18          | 10      |
| total des inhumations (adultes) | 36         | 54          | 28      |

Selon un rapport du 7 novembre 1864 du pasteur Jean-Michel Remond (1816-1871), la paroisse de Sarrebourg comptait alors 533 personnes, disséminées dans 41 communes dont 259 à Sarrebourg et environs, 148 dans la section de Lafrimbolle, et 126 dans celle de Bisping.
- Les Harcholins (sur Lafrimbolle): où se trouvait un "noyau" de protestants avec les familles : Banzet, Bernard, Rochel, Lux, Gaebel, Léhé, Poirot, Blum, Bandon, Dindinger.... Implantation de l'école protestante puis du temple.
- Turquestein : familles : Trithardt, Barth, Poirot, Verly
- Bertrambois :familles : Boulanger, Banzet, Bena, Lehning, Léhé.
- Cirey-sur-Vezouze : familles André, Guth, Weber
- Saint-Quirin : familles Jacky, Minnemeyer, Mourland, Pfund
- Cubolot : famille Zehr
- Ferme du Guindrimont (lieu d'assemblées): famille de Charles-Louis Banzet (1777-1852)
- La Cense Manée : ferme de la famille Nicolas Banzet, avec oratoire où se déroulèrent entre 1845 et 1851 5 baptêmes, 1 inhumation et 16 confirmations[51].
- Ferme St-Simon (lieu d'assemblées): famille Barth
- Saussenrupt : famille Verly

En 1880, un dénombrement interne à la communauté mentionne 158 protestants en territoire allemand, 42 en territoire français pour un total de 195 et 90 mennonites. Mais la paroisse restait une, le temple se situant quasiment sur la frontière!!

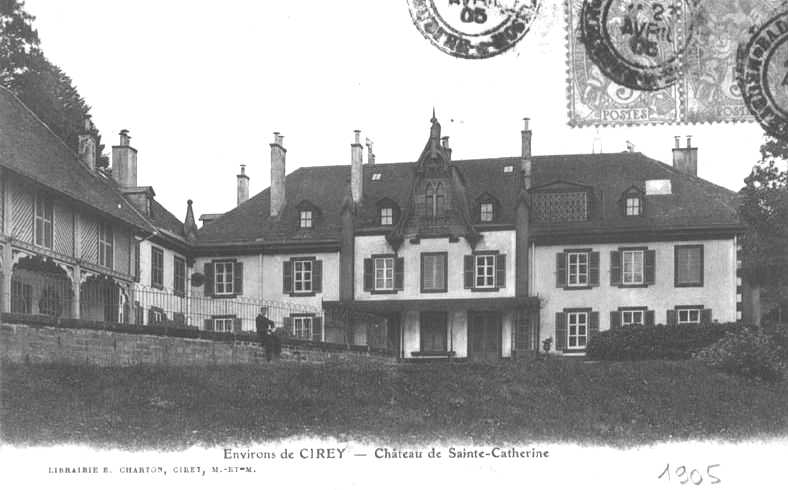
Sainte-Catherine en 1905.

- Château de Saussenrupt ou Sainte-Catherine[53] se situe à 1,7 km au sud-sud-est du temple, au cœur de la forêt des Marches dite de la Comtesse, sur la commune de Bertrambois. Vraiment curieux, ce château du XIXe siècle complètement isolé dont les seuls lieux d'habitation proches sont deux fermes où résident des familles réformées, déjà mentionnées, celle du Saussenrupt juste à côté et celle du Guindrimont à 1 km de là. Le pasteur Kuntzel, en 1920, mentionne ce château et les familles qui l'habitent : Il faut surtout relever les mérites de M. et Mme Édouard Naville[54] de Châteauvieux[55], M. Jules Naville (1790-1863) et M. [Jean-Gabriel] Eynard de Genève (1775-1863) qui habitent le château de Saussenrupt ou Sainte Catherine et faisaient beaucoup de bien.

À la fin du XVIIIe siècle, le propriétaire de cette immense forêt était Georges de Guaïta (1755-1831), un des principaux actionnaires des Manufactures de glaces et verres de Saint-Quirin, Cirey et Monthermé. Sa fille, Claire Catherine de Guaïta (1782-1836), épouse le 7 janvier 1805 à Saint-Quirin, Jean Auguste Chevandier de Valdrome, le nouveau directeur des Manufactures de glaces et verres de Saint-Quirin, Cirey et Monthermé. Les Chevandier étaient originaires de Valdrôme où ils étaient co-seigneurs  (jusqu'à la Révolution qui les obligea à fuir) de ce village reculé d'une petite vallée du Diois qui connut une longue tradition protestante puisque le temple date de 1600 et que ce village ne connaît toujours pas d'église catholique. De religion catholique, cette famille avait donc dans le passé eu affaire avec le milieu protestant sans en garder probablement de bons souvenirs puisque la Révolution les obligea à fuir.
La famille calviniste de Jean Édouard Naville de Châteauvieux (1787-1851) et de son frère Jules, genevois propriétaires forestiers et actionnaires de la Manufacture des Glaces de Cirey, achète aux Guaïta en 1837 une grande partie ouest de la forêt des Marches et y construisent un château de style helvétique au lieu-dit le Saussenrupt.
L'implantation de cette famille protestante genevoise très aisée dans ce secteur où l'on trouvait une certaine concentration de familles réformées fut providentielle et suscita un regain de ferveur religieuse, puisque c'est justement en 1838 que le pasteur Kuntzel signale les premières assemblées cultuelles dans la ferme du Quindrimont. Il est très vraisemblable qu'ils aient contribué à la construction de l'école protestante à l'instigation de Daniel Legrand. Ce ne serait pas étonnant. Mais l'on sait, par contre, que M. Édouard Naville de Châteauvieux, assura pendant trois années le traitement du premier pasteur de la paroisse de Sarrebourg, créée en 1843. Ils ont donc séjourné au château de Saussenrupt approximativement dans les années 1840-1847 puisqu'ils vendaient en 1848 leur château de Saussenrupt à Jean Auguste Chevandier de Valdrôme. En bon catholique, celui-ci l’appelle désormais château de Sainte-Catherine au Bois et en fait sa résidence principale. Il y décède le 6 octobre 1865 et sera inhumé à l'église priorale de Saint-Quirin.

### Pasteurs ayant desservi cette "paroisse"
Les premières assemblées de protestants, au XIXe siècle, se tiennent dès 1838 à la ferme du Quindrimont (ou Guindrimont) chez Louis Banzet de Waldersbach et plus tard à la ferme Saint-Simon chez Barth. De 1845 à 1851 16 confirmations, cinq baptêmes, un mariage et une inhumation ont été effectuées à "l'oratoire" de la Censé Manée, chez Nicolas Banzet. Jusqu’en 1847, le pasteur Hüter (1806-1862) de Hellering-lès-Fénétrange assurait des cultes épisodiques chez Lux.
- 1843-1871 : Le pasteur de Sarrebourg assure les actes pastoraux et prêche de temps à autre[62]. Il faut attendre 1847 pour que la paroisse réformée de Sarrebourg, soit officiellement créée et son pasteur payé par l'Église.
- 1851-1852 : desserte de la « paroisse » de Lafrimbolle par Édouard Monnier (1829-1900), étudiant en théologie à Strasbourg, nommé à l’instigation de son futur beau-père Daniel Legrand[63]. C’est durant cette année, qu’une chapelle est aménagée dans l’école pour y célébrer des cultes.

1871 : Lafrimbolle devient annexe officielle de la paroisse de Sarrebourg. Se sont alors succédé les pasteurs suivants :
- 1871-1882 : Johann Friedrich Dietsch.
- 1882-1885 : Jacob Schaefer.
- 1885-1886 : Charles Schoner.
- 1886-1895 : (?) pasteur de Sarrebourg.

1895 : Création de la paroisse réformée autonome d’Abreschviller dont le pasteur dessert dorénavant Lafrimbolle qui conserve toutefois son Conseil presbytéral et ses finances propres et son temple.
- 1895-1898 : Karl Friedrich Liebrich (1868-1918)[64].
- 1898-1900 : vicaire Emile Felden (1874- ?)[65].

1900 : Temple d'Abreschviller achevé.
- 1901-1906 : pasteur Hermann Franz Hammes (1873-1939)[66] de Sarrebourg.
- 1906-1914 : pasteur Adolph Bloch (1879 - 1963)[67] Premier pasteur résidant[68] à Abreschviller.
- 1915-1916 : Vicaire Erich Stein ( -1918)[69]
- 1921-1924 : pasteur Ernst Graf[70]
- 1920-1931 : pasteur André Kuntzel, ancien aumônier des forçats[71],[72]. Il est arrière-petit-fils de Daniel Legrand par sa mère, Louise Monnier, et sa grand-mère maternelle, Adèle Legrand.
- 1931-1935 : pasteur binataire Raymond Ducasse (1886-1948)[73]. Pasteur à Dieuze de 1919 à 1940. A été déclaré Juste parmi les Nations.
- 1936-1939 : pasteur Erwin Teutsch[74] de Sarrebourg, dessert Abreschviller et Lafrimbolle.
- 1939-1948 : divers pasteurs.
- 1945-1947 : nouvelle desserte par le pasteur Erwin Teutsch de retour à Sarrebourg.

1947 : Abreschviller et Lafrimbolle sont liés mais conservent leurs deux temples comme lieux de culte.
- 1948-1953 : pasteur suisse Rodolphe Schilt (1918- )[75] d’Abreschviller.
- 1953-1968 : pasteur Wilhelm Van Gaalen (1925-2002 )[76].
- 1968-1988 : pasteur Aimé Royet.
- 1988-1989 : vacance du poste : Pierre Grosjean assure l’intérim.
- 1989-1993 : pasteur Frédéric Wennagel.
- 1993-2012 : pasteur Philippe François.
- 2012-2013 : pasteur Éliane Stengel-Blain.
- 2013-2023 : pasteur Régine Lehner.
- 2023-2024 : assistant paroissial, Richard Marty.

Portraits de pasteurs ayant desservi la paroisse
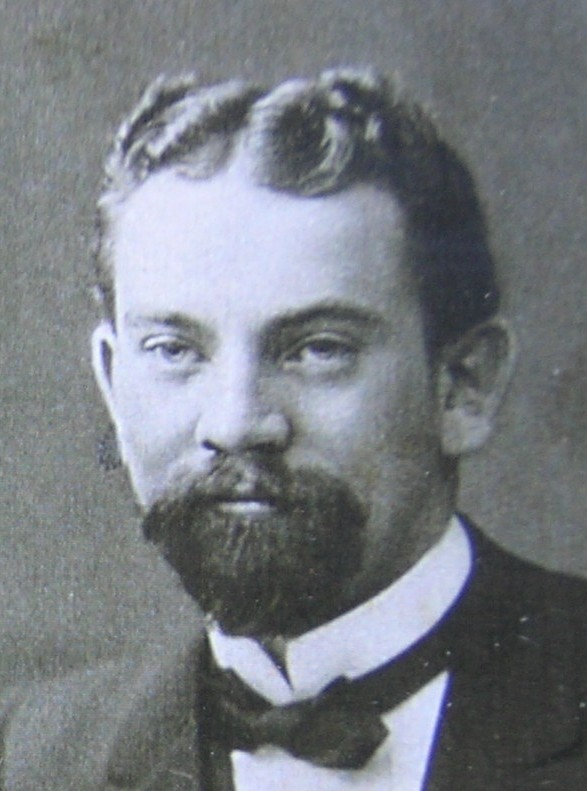
Adolph Bloch (de 1906 à 1919)
André Kuntzel (de 1920 à 1931)
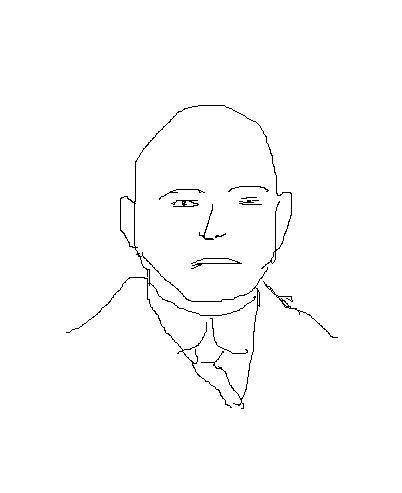
Raymond Ducasse (de 1932 à 1935)
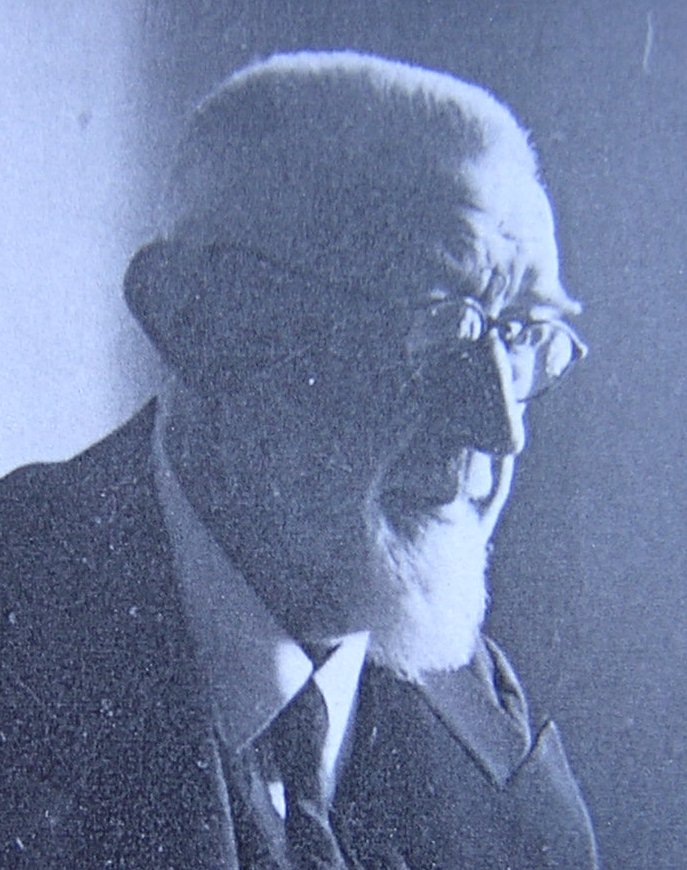
Erwin Teutsch (de 1936 à 1939)
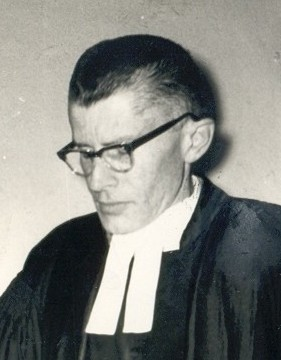
Rodolph Schilt (de 1948 à 1953)
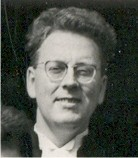
Wilhelm Van Gaalen (de 1953 à 1968)
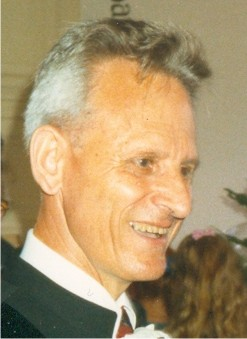
Aimé Royet (de 1968 à 1988)
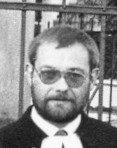
Frédéric Wennagel (de 1989 à 1993)
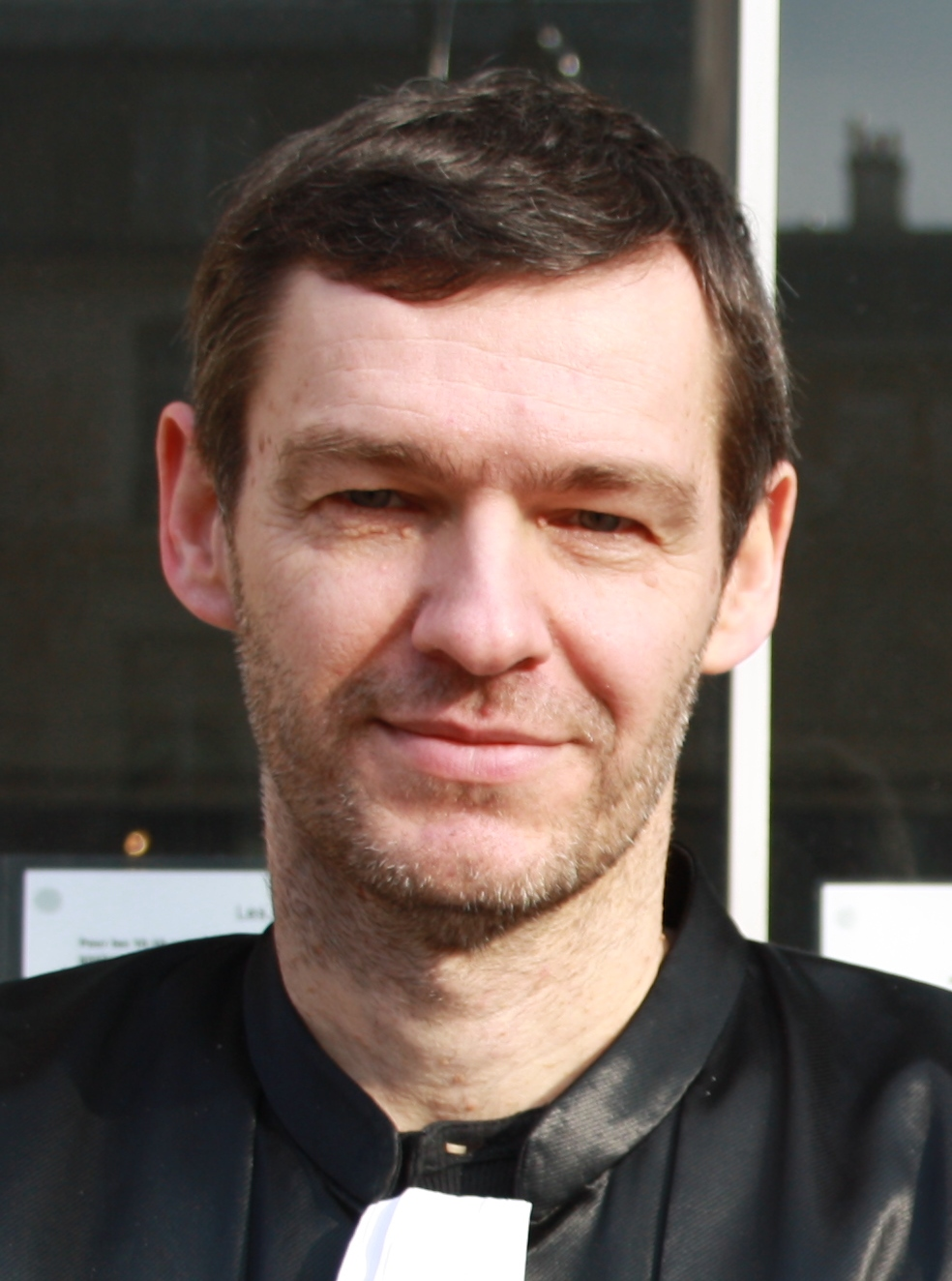
Philippe François de 1993 à 2012
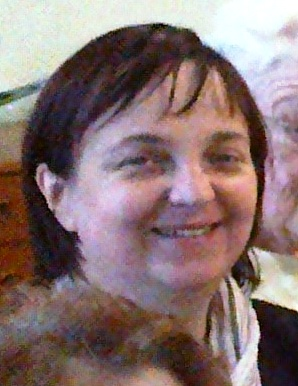
Éliane Stengel-Blain de 2012 à 2013
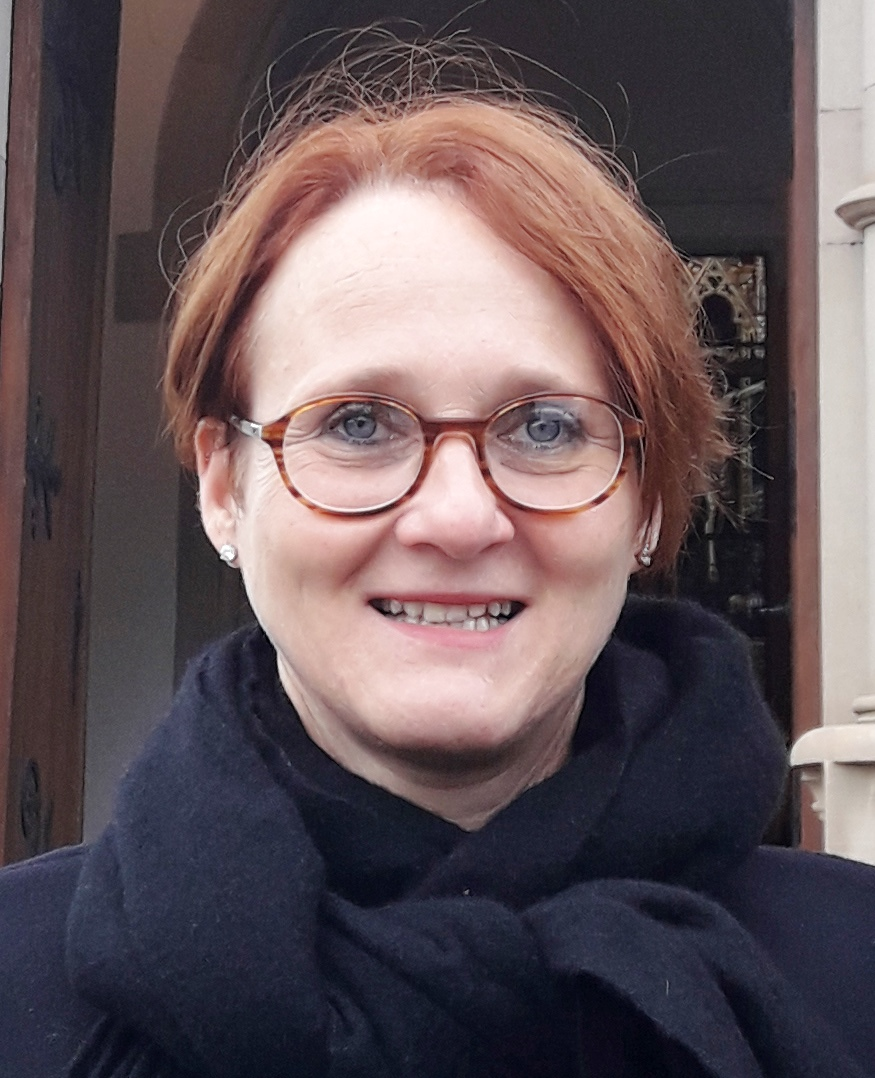
Régine Lehner de 2012 à 2023
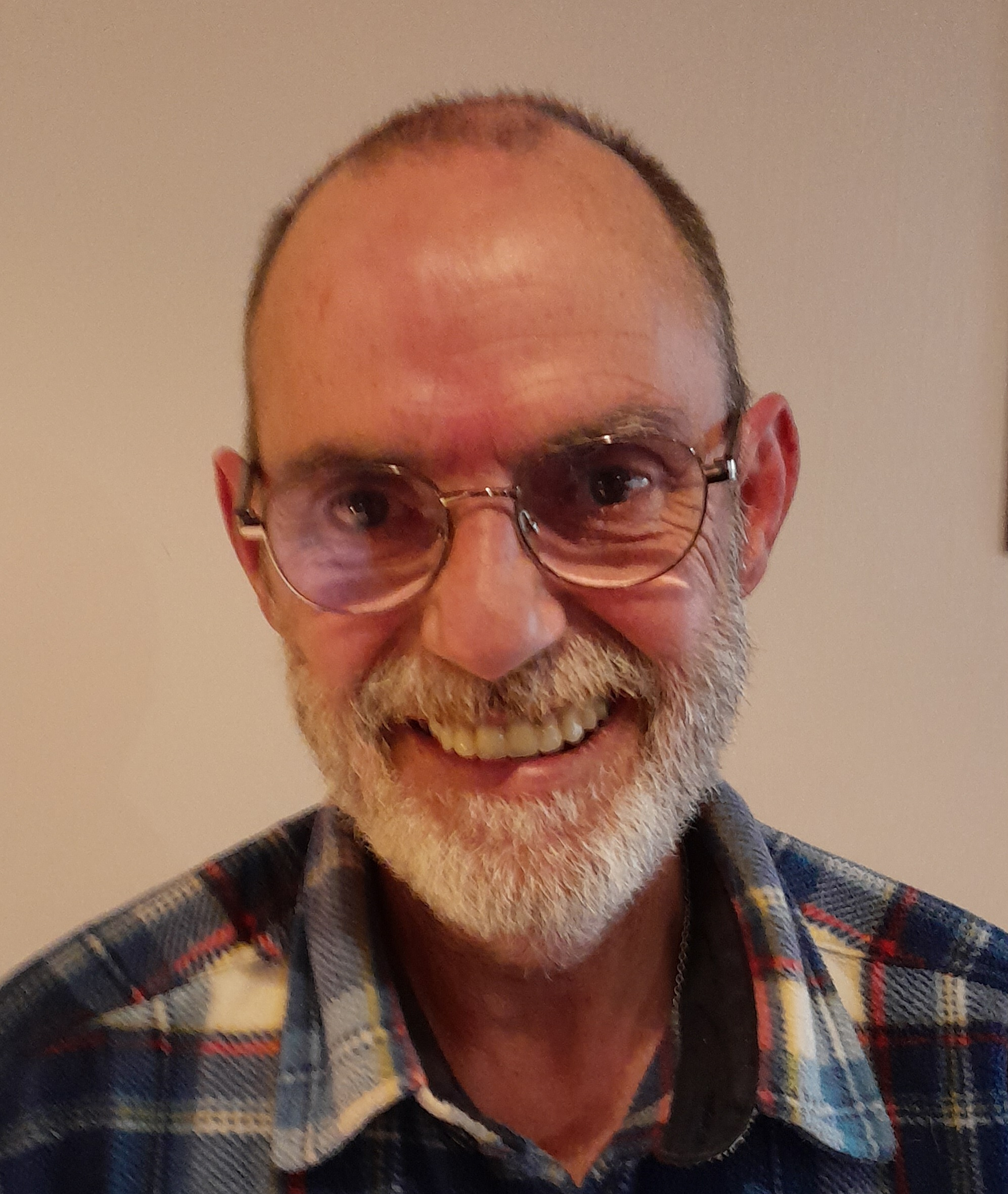
Richard Marty, chargé de paroisse de 2023 à 2024

Actuellement la paroisse réformée d’Abreschviller-Lafrimbolle existe toujours avec ses deux lieux de culte au sein du regroupement de paroisses de Moselle Sud, autour de Sarrebourg.

## Le mobilier
Ce temple a conservé un caractère particulièrement original. Le mobilier cultuel comporte deux singularités : l'autel où deux frises verticales, l'une d'épis et l'autre de grappes de raisin, encadrent une grande croix potencée noire cantonnée de quatre croix au cœur noir, motif de toute évidence inspiré de la croix de Jérusalem et la chaire où l’on distingue en dessous du monogramme du Christ un saumon, référence probable au Comte de Salm qui introduisit le protestantisme en Lorraine (à Badonviller, dès 1555).

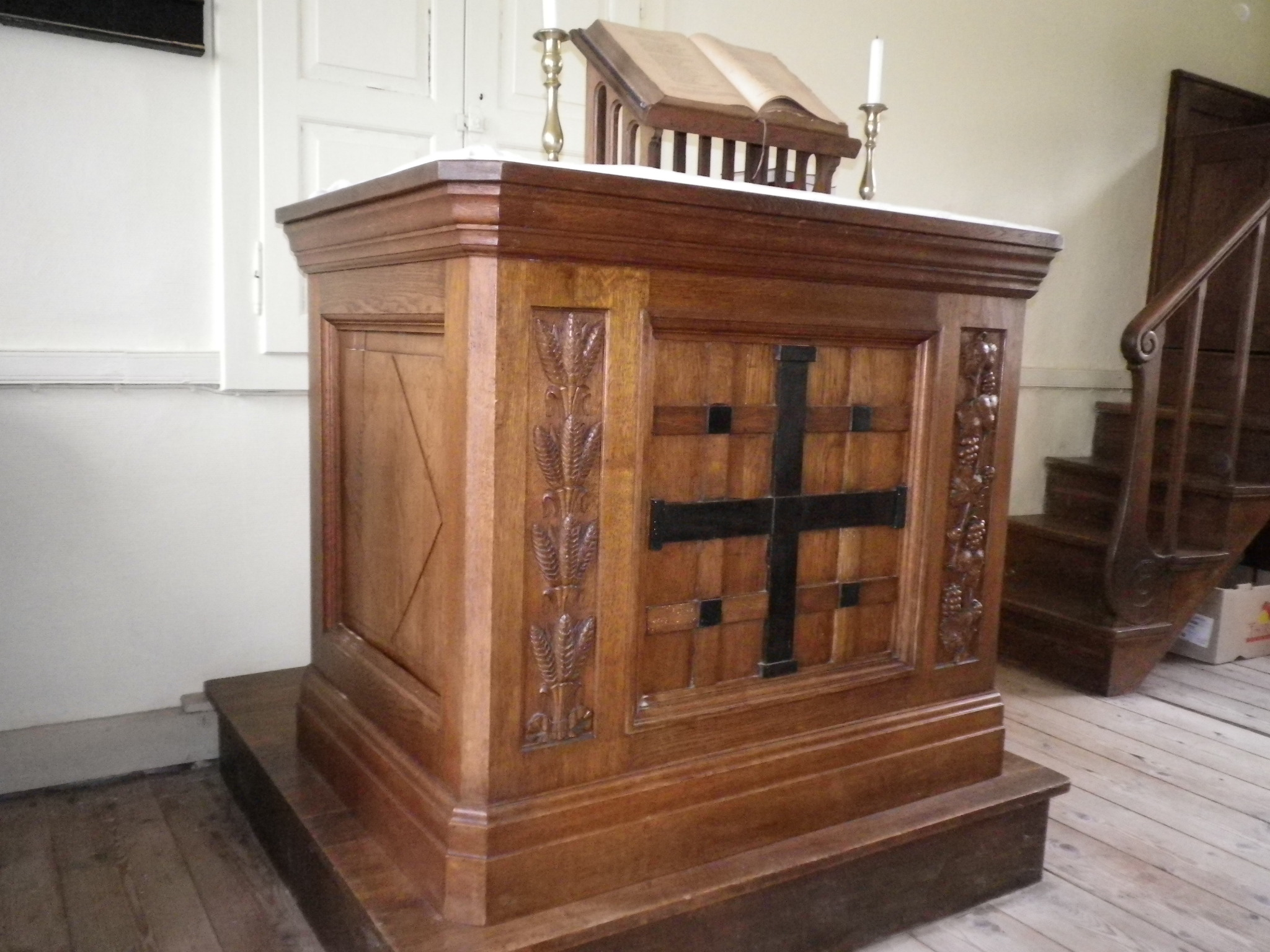
L'autel.
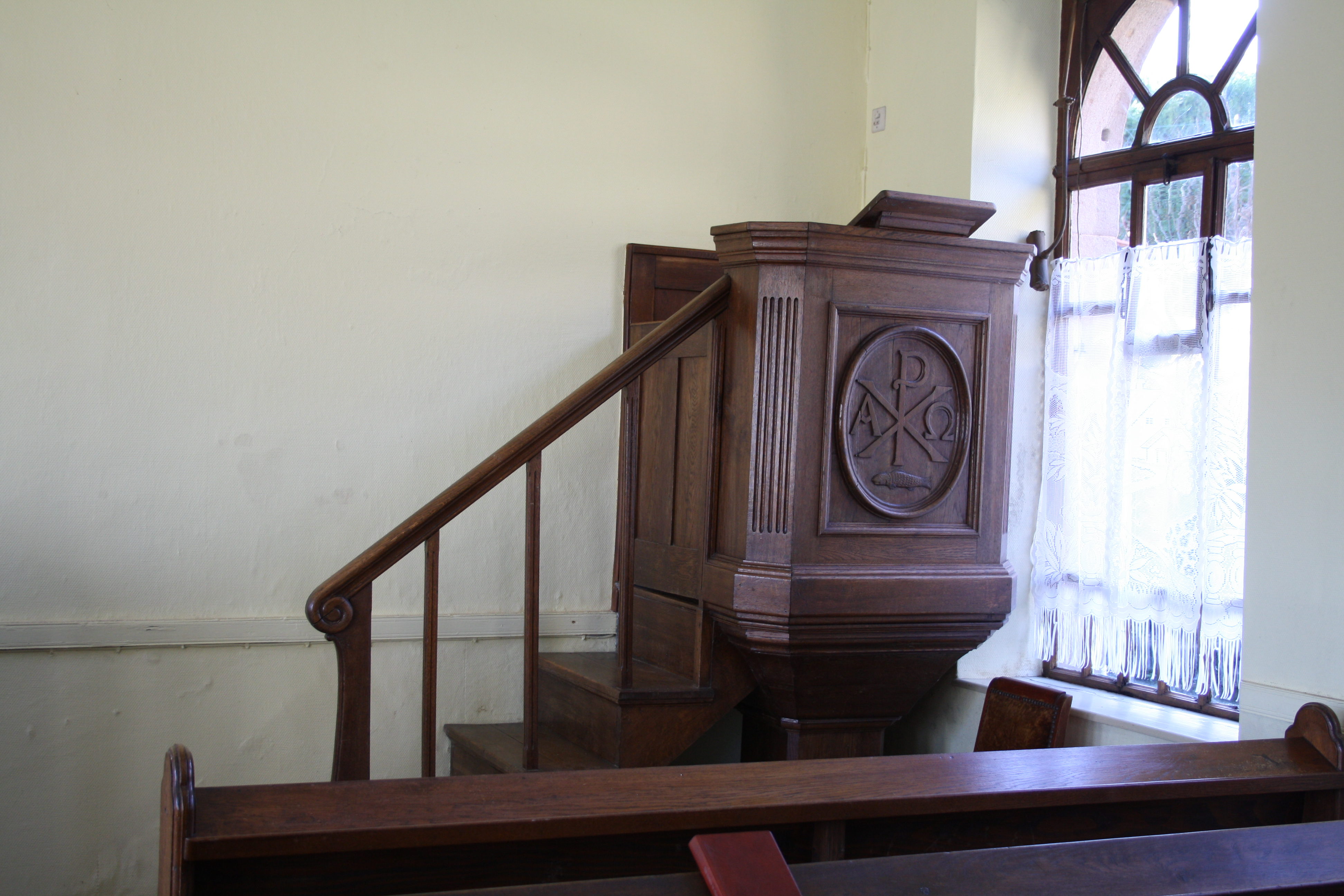
La chaire
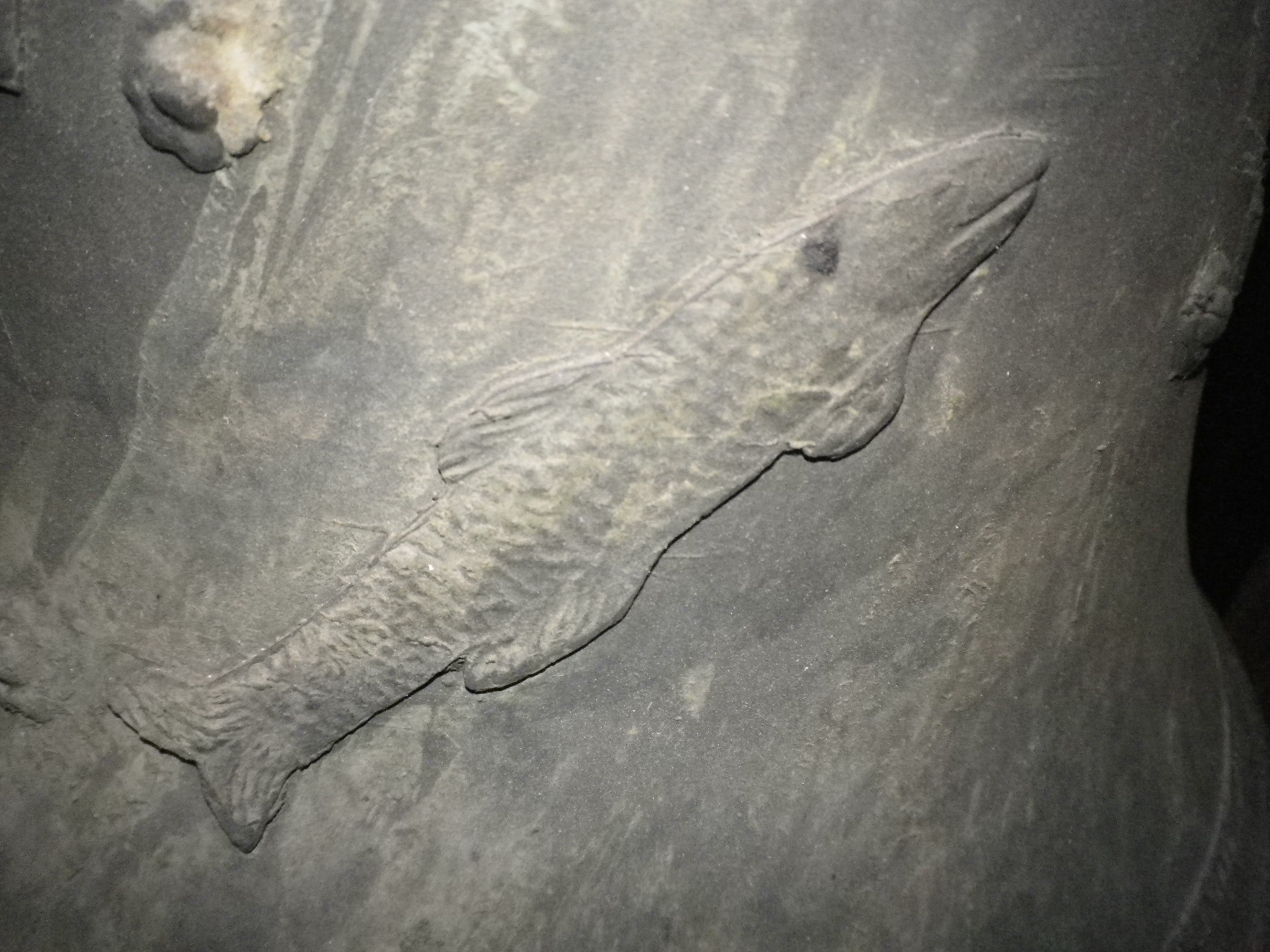
Cloche au saumon.

Un saumon orne également la plus grande des deux cloches, fondue en 1929 en souvenir de Daniel Legrand.
Le petit clocheton est actuellement encore recouvert de bardeaux. En 1925, la moitié du toit conservait encore ses bardeaux qui, à l'origine recouvraient toute la toiture. (voir photo de 1925)

## Le cimetière
Le cimetière entièrement clos, situé à l'arrière du temple, a été créé en 1866. Selon A. Kuntzel, le terrain du cimetière protestant a[vait] été acheté par M. Fallot de Fouday et inscrit au nom d'un bienfaiteur de la paroisse: M. Louis Guth de Cirey[-sur-Vezouze]. Il est à admettre qu'il a transcrit la propriété avant sa mort au nom de la paroisse.

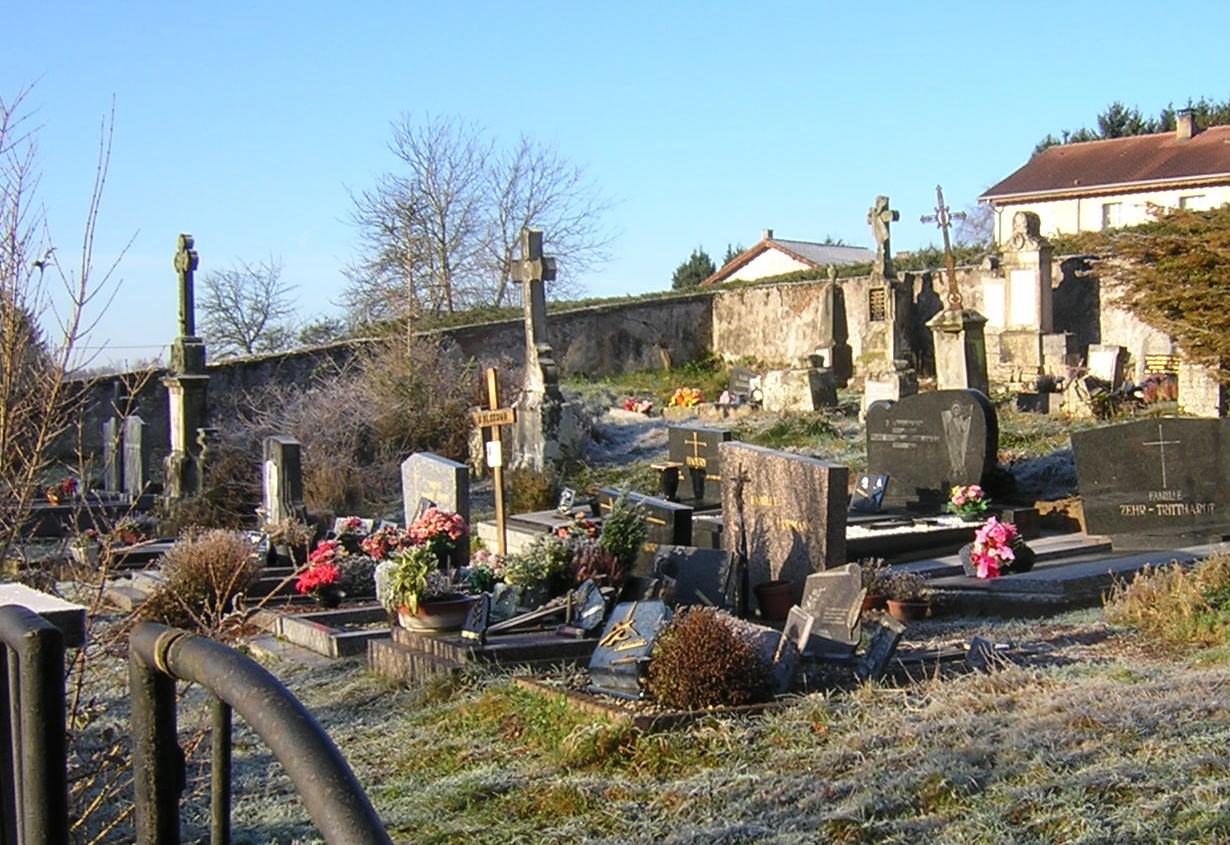
Vue générale
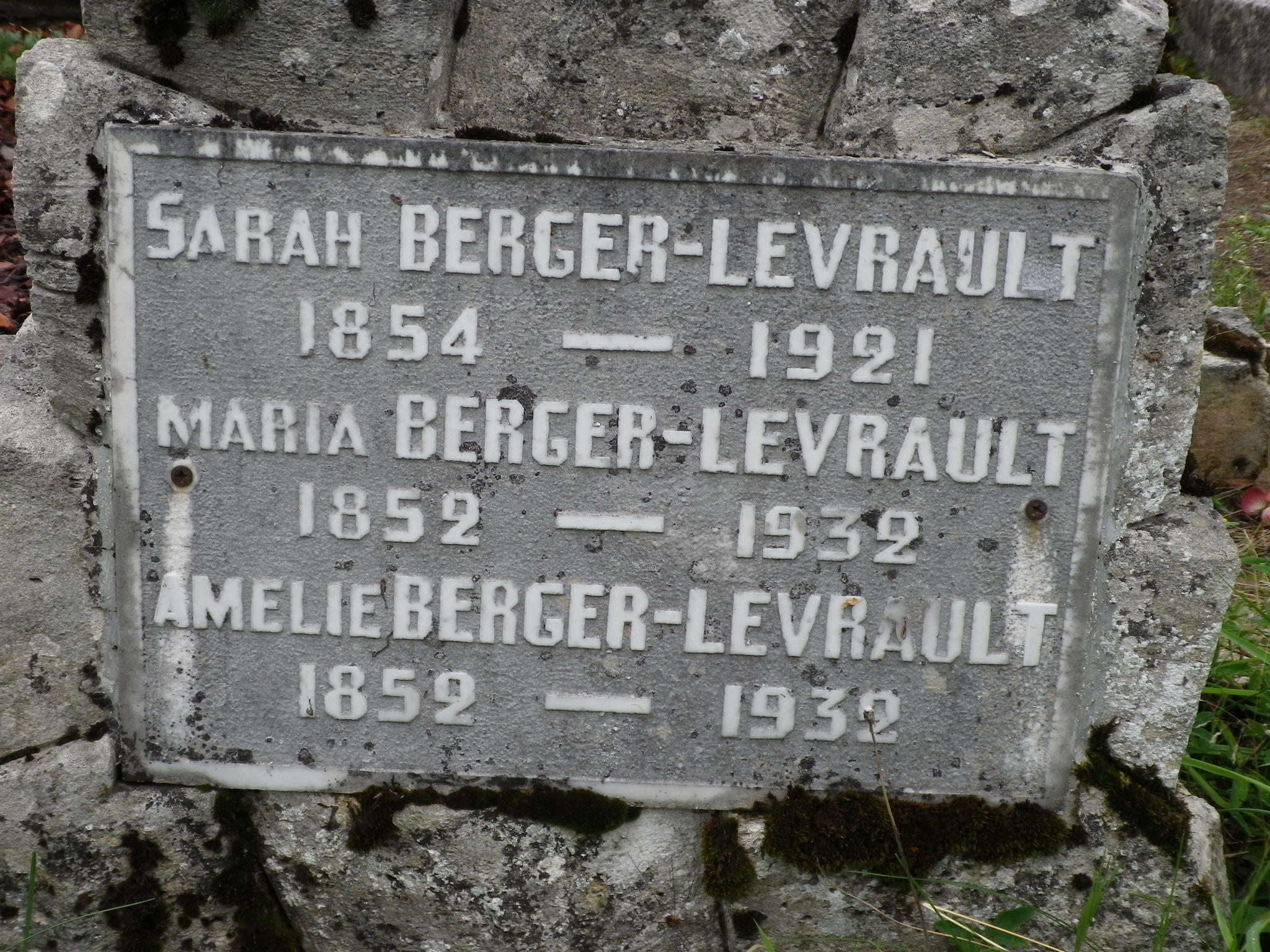
Stèle Berger-Levrault
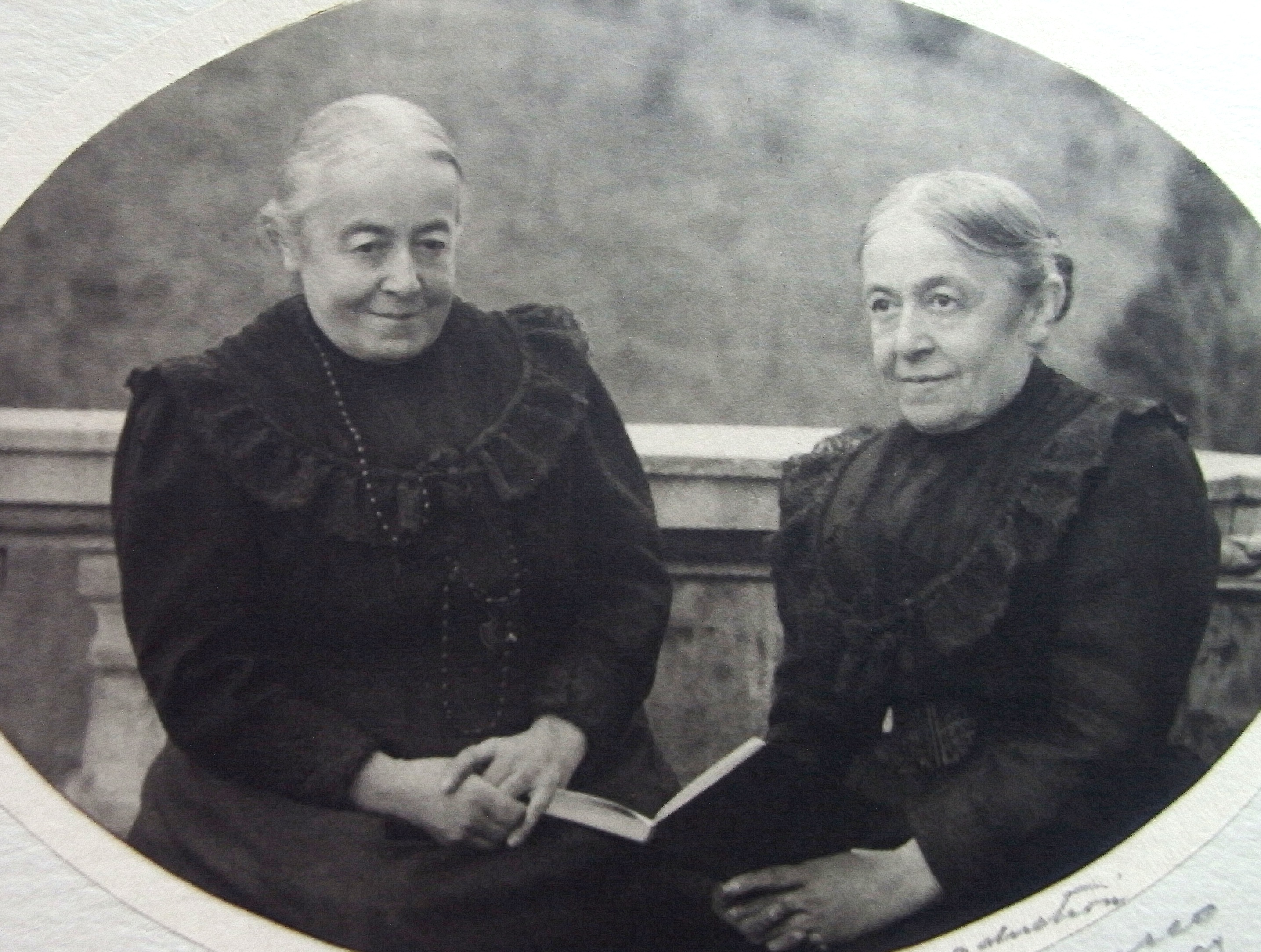
Les sœurs jumelles Berger-Levrault vers 1925
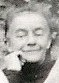
Sarah Berger-Levrault

On y remarque la tombe des trois filles de François-Georges-Oscar Berger-Levrault : Maria et Amélie, deux jumelles (1852-1932), et Sarah (1854-1921). Les trois sœurs étaient très attachées à la communauté de Lafrimbolle.